# Histoires insolites
Histoires insolites d'Auguste de Villiers de L'Isle-Adam est un recueil de contes publiés dans divers journaux, principalement dans le Gil Blas, et réunis pour la première fois sous ce titre en 1888.

## Le recueil
En 1886, Auguste de Villiers de L'Isle-Adam adresse à Gustave de Malherbe, directeur de la Maison Quantin - Le Libraire moderne, un volume de nouvelles Propos d'au-delà. Le recueil sera remanié et sortira des presses le 27 février 1888 sous le titre d'Histoires insolites, « un volume d'anecdotes plus ou moins distrayantes ».

## Les nouvelles
- Les Plagiaires de la foudre
- La Céleste Aventure
- Un singulier chelem !
- Le Jeu des Grâces
- Le Secret de la belle Ardiane
- L'Héroïsme du docteur Hallidonhill
- Les Phantasmes de M. Redoux
- Ce Mahoin !
- La Maison du bonheur
- Les Amants de Tolède
- Le Sadisme anglais
- La Légende moderne
- Le Navigateur sauvage
- Aux chrétiens les lions !
- L'Agrément inattendu
- Une entrevue à Solesmes
- Les Délices d'une bonne œuvre
- L'Inquiéteur
- Conte de fin d'été
- L'Etna chez soi

## Éditions
- 1888 - Histoires insolites, Maison Quantin à Paris.
- 1909 - In Derniers contes pour le Mercure de France
- 1986 - Histoires insolites, in "Villiers de L'Isle-Adam Œuvres complètes", Tome II (1780 pages), Gallimard (avril 1986), Bibliothèque de la Pléiade, Édition établie par Alan Raitt et Pierre-Georges Castex, avec la collaboration de Jean-Marie Bellefroid,  (ISBN 2-07-011100-8)